# Milan-San Remo 1995
L'édition 1995 de la course cycliste Milan-San Remo s'est déroulée le samedi 18 mars 1995 et a été remportée par le Français Laurent Jalabert qui a battu au sprint son compagnon d'échappée Maurizio Fondriest, favori de l'épreuve. C'est le quatrième coureur à réussir le doublé Paris-Nice-Milan-San Remo après Alfred De Bruyne en 1956, Eddy Merckx en 1969 et 1971 et Sean Kelly en 1986. 
La course disputée sur un parcours de 294 kilomètres est la première manche de la Coupe du monde de cyclisme sur route 1995.

## Résumé
Le néo-pro italien Christian Salvato réalise une échappée solitaire de 220 km. L'un des favoris, le Russe Evgueni Berzin crève dans la descente de la Cipressa, mais il réussit à revenir après une poursuite furieuse. Sur le Poggio, le spécialiste italien des classiques Maurizio Fondriest attaque, suivi par Laurent Jalabert. Dans la descente, un groupe de chasse composé de cinq coureurs, avec Dimitri Konyshev, Stefano Zanini, Davide Rebellin et Michele Bartoli est ralenti par un problème mécanique de Konyshev alors qu'il mène le groupe. Jalabert et Fondriest se disputent la victoire dans un sprint à deux sur la Via Roma de San Remo. Plus rapide, Jalabert s'impose facilement.
À 26 ans, Jalabert devient le quatrième coureur à remporter le Classicissima après avoir remporté Paris-Nice une semaine avant. Le lendemain de la course, le quotidien sportif français L'Équipe titre : « Un champion nous est donné ».

## Classement
| #  | Coureur            | Équipe                        |    | Temps           |
| -- | ------------------ | ----------------------------- | -- | --------------- |
| 1  | Laurent Jalabert   | Once                          | en | 6 h 45 min 20 s |
| 2  | Maurizio Fondriest | Lampre-Panaria                | +  | 0 s             |
| 3  | Stefano Zanini     | Gewiss-Ballan                 |    | 4 s             |
| 4  | Davide Rebellin    | MG Maglificio-Technogym       |    | 4 s             |
| 5  | Michele Bartoli    | Mercatone Uno-Saeco-Magniflex |    | 4 s             |
| 6  | Fabiano Fontanelli | ZG Mobili-Selle Italia        |    | 13 s            |
| 7  | Dimitri Konyshev   | Aki-Gipiemme                  |    | 14 s            |
| 8  | Claudio Chiappucci | Carrera Jeans-Tassoni         |    | 17 s            |
| 9  | Jesper Skibby      | TVM-Polis Direct              |    | 17 s            |
| 10 | Fabio Baldato      | MG Maglificio-Technogym       |    | 17 s            |